# Zoogkoe

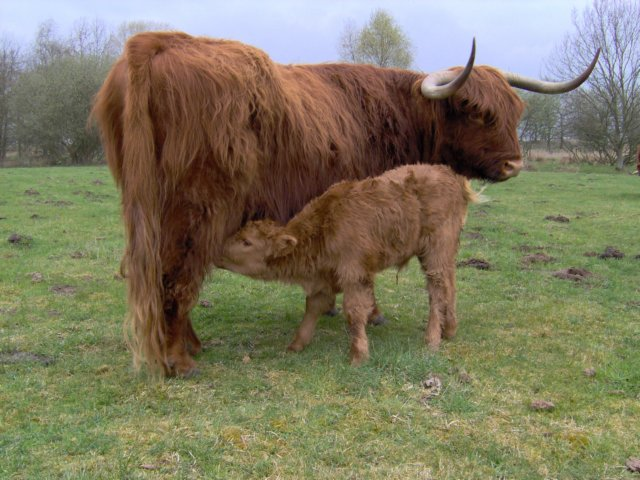
Zogende natuurbeheerster

Een zoogkoe is een rund waarvan het kalf door de moeder wordt gevoed.

## Kalfsvlees
Zoogkoeien worden in sommige rundveehouderijen gehouden voor het opkweken van vleeskalveren. Het kalf blijft ongeveer vier maanden bij de moeder. Gedurende deze hele periode zoogt ze het dier. Een zoogkoe kan gemolken worden, maar eventuele melkproductie is bijzaak. De mannelijke kalveren van de zoogkoe worden na het verspenen verkocht aan een kalverhouderij, de vaarskalveren blijven vaak op het bedrijf om opgefokt te worden tot zoogkoe. Een zoogkoe blijft ongeveer vijf jaar op het bedrijf actief en krijgt in die tijd twee tot drie kalfjes. Zoogkoeien zijn zware koeien met veel spiermassa, afkomstig van echte vleesrassen.

## Natuurbeheer
Andere zoogkoeien worden door natuurbeheerders ingezet als 'maaimachines'. In Noord-Holland begrazen ze 's zomers de veenweiden op het platteland van de Zaanstreek die vooral bedoeld zijn als kraamkamer voor weidevogels als de Grutto, de Kievit en de Wulp. 's Winters houden ze de wat westelijker gelegen duingebieden open.